# Arthropteris neocaledonica
Arthropteris neocaledonica är en spjutbräkenväxtart som beskrevs av Edwin Bingham Copeland. Arthropteris neocaledonica ingår i släktet Arthropteris och familjen Nephrolepidaceae. Inga underarter finns listade.